# Tim Dutton
Ej att förväxla med Tim Dutton Wooley, grundare av Duttoncars.
Tim Dutton, född 1 januari 1964 i Cheltenham i Gloucestershire, är en brittisk skådespelare. Dutton har bland annat medverkat i Melissa (1997), Ally McBeal (2000), The Bourne Identity (2002) och The Queen of Sheba's Pearls (2004).

## Filmografi i urval
- 1992 – Patrioter
- 1993 – Lovejoy (TV-serie)
- 1994 – Tom & Viv
- 1997 – Melissa (TV-serie)
- 1999 – Mörkret faller
- 1999 – Oliver Twist (TV-serie)
- 2000 – Ally McBeal (TV-serie)
- 2002 – The Bourne Identity
- 2004 – The Queen of Sheba's Pearls
- 2006 – Tooth
- 2006 – No Snow
- 2008 – Kommissarie Lewis (TV-serie)
- 2011 – Morden i Midsomer (TV-serie)
- 2011 – Ett fall för Vera (TV-serie)
- 2016 – The Infiltrator